# Vikinggraven ved Ridgeway Hill
Vikingegraven ved Ridgeway Hill var en massegrav nær Weymouth i Dorset, England. I graven lå 54 skeletter og 51 hoveder. Graven er fra mellem 910-1030 og man antager, at ofrene er blevet henrettet af angelsakserne. De lemlæstede skeletter blev fundet af arkæologer i juni 2009. Skeletternes identitet blev senere opdaget af retsmedicinske analyser. Skeletterne var skandinaviske og var for størstedelens vedkommende i slutningen af teenageårene og op til omkring 25 år, da de døde, enkelte var ældre.

## Opdagelse
I september 2008 begyndte arkæologer fra Oxford Archaeology en udgravning i nærheden af Weymouth, England, da der skulle etableres en ny motorvej, som skulle gøre det lettere at komme til Weymouth og Portland. Udgravningerne skabte stor debat blandt det engelske folk, da de foregik i et fredet og meget vigtigt naturhistorisk område.
Under de store udgravninger fandt arkæologerne en begravelsesplads på Ridgeway hill, som til deres store overraskelse indeholdte 54 skeletter og 51 hoveder.

## Sammenhæng med Danemordet 1002
Vikingegraven er ofte set i sammenhæng med Danemordet i 1002. Dette skyldes, at Danemordet var beordret i 1002, hvilket er indenfor de år, hvor graven er fra. Dette kan ses ved Kulstof 14-datering, hvor kulstoffets halveringstid matcher med det antal år, der er gået siden 1002.

### Henrettelserne
Næsten alle menneskerne blev dræbt i deres bedste år, og ikke i deres hjemland, så det antages, at de er danskere der blev henrettet. Hvis dette er sagen, vil det passe med hvad de skriftlige kilder bl.a. den angelsaksiske krønike fortæller om danemordet i 1002. “Dette Aar lod Kongen alle de Danske, som var i England, dræbe paa St. Briccius's Dag".